# ماژگه
ماژگه روستای دلنشینی است

## جمعیت
این روستا در دهستان کانی‌بازار واقع شده و براساس سرشماری سال 1385، جمعیت آن487 نفر (70 خانوار) بوده‌است.